# Aart Kemink
Aart Kemink (* 30. Mai 1914 in Rotterdam; † 2006 in Toronto, Kanada) war ein niederländisch-kanadischer Maler.

## Leben und Werk
Aart Kemink wurde 1914 in Rotterdam geboren und studierte an der Rijksakademie van beeldende kunsten in Amsterdam. In den späten 1940er Jahren teilte Aart Kemink ein Atelier mit M. C. Escher und in den frühen 1950er Jahren arbeitete er zusammen mit Karel Appel und der Künstlergruppe CoBrA.
1958 emigrierte Kemink nach Kanada.

## Ausstellungen (Auswahl)
- 1992–2006: Laurier Gallery, Toronto, Canada: New Oils & Works on Paper: Annual Exhibition
- 1957: Museum Fodor, Amsterdam, Netherlands: Painting for the Theatre & Circus: An Exhibition of Work by Amsterdam's Leading Artists